# Monoteri
Els monoteris (Monotherium) són un gènere extint de mamífers carnívors de la família de les foques (Phocidae) que visqueren a les aigües costaneres d'Europa i Nord-amèrica durant el Miocè. Se n'han trobat restes fòssils a Bèlgica i els Estats Units. Eren parents propers de la foca monjo del Mediterrani d'avui en dia. Anteriorment, el gènere Monotherium contenia diverses altres espècies que han estat transferides a Frisiphoca i Noriphoca. Fins i tot hi ha dubtes sobre la classificació de M. wymani en aquest gènere.